# Adrian Becker

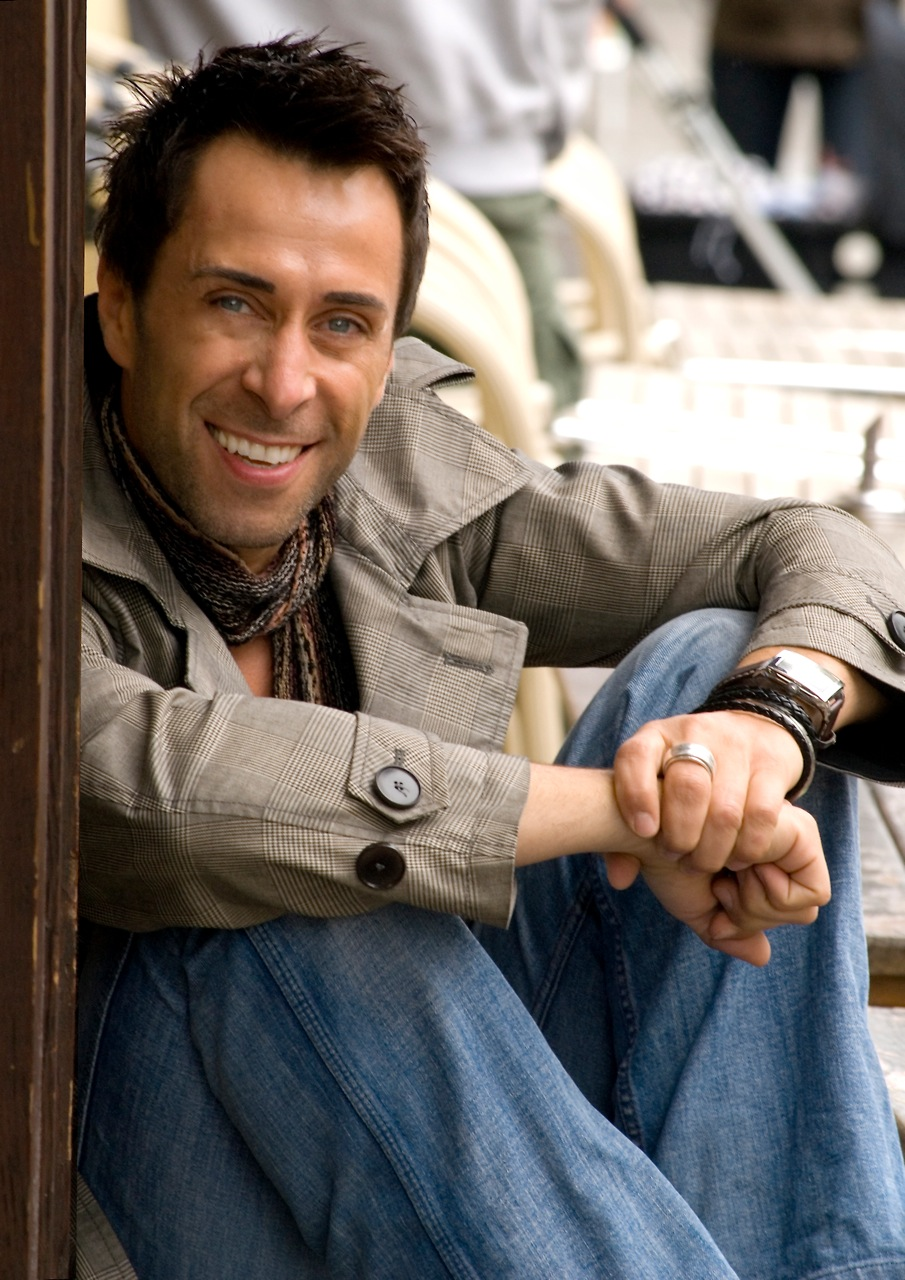
Adrian Becker (2011)

Adrian Becker (* 14. Mai 1970 in Saarlouis) ist ein deutscher Sänger, Musicaldarsteller, Schauspieler, Tänzer und Unternehmer.

## Leben
Adrian Becker wuchs in Piesbach auf, studierte von 1991 bis 1995 an der Universität der Künste Berlin Gesang und Schauspiel und schloss sein Diplom mit Auszeichnung ab. 1993 stand er bereits im Theater des Westens unter der Regie von Helmut Baumann in der Uraufführung der Ufa-Revue auf der Bühne, es folgten Engagements in mehreren Musicals, darunter 1994 in Grease im Tränenpalast Berlin. Dort war Adrian Becker in der John-Travolta-Rolle Danny zu sehen.
Als rebellischer Tom war er 1995 im Stück Blue Jeans im Theater des Westens, 2000 ging er mit dieser Produktion auch auf Tournee durch Österreich, die Schweiz und weitere deutsche Städte. 1997 hatte Becker mit Schöne Aussichten ein Soloprogramm an der Neuköllner Oper sowie im Theaterschiff Tau in Berlin.
Von 2000 bis 2005 ging er mit dem Orchester Dirk Jecht mit dem Programm Musical Stars Live auf Tournee. 2001 sang er in der Stuttgart-Premiere von Cats den Part des Munkustrap. 2002 spielte Becker in Charles Dickens Erzählung Vom Geist der Weihnacht den verbitterten Ebeneezer Scrooge im Musical-Dome in Köln sowie in Berlin.
2004 nahm Adrian Becker eine Solo-CD auf, die den Namen Cookies & Cream trägt. In der Titelrolle des Casanova war Becker 2005 und 2006 neben Hagen Matzeit am Friedrichstadt-Palast Berlin engagiert. 2007 kam er zum Stadttheater Koblenz, wo er seither in verschiedenen Musicals auftritt. Seit 2004 ist Adrian Becker im Sommer regelmäßiger Solist der Freilichtspiele Tecklenburg bei Osnabrück. Mit seiner eigenen Produktion Glanzlichter aus Varieté und Entertainment ist er regelmäßig auf Gastspielreise. Im Jahr 2010 gründete Adrian Becker seine eigene Produktionsfirma „Hirschgold-Events“ mit der er Veranstaltungen für diverse Firmen (airberlin, Opel, VW, KaDeWe und andere) realisiert.

## Theater/Musical (Auswahl)
- 1993: Ufa-Revue – Theater des Westens Berlin
- 1994: The Rocky Horror Show – Berliner Kammerspiele
- 1994–1995: Blue Jeans – Theater des Westens
- 1996: La cage aux folles – Stadttheater St. Gallen
- 1996: Grease – Capitol Theater Düsseldorf
- 1996: Piraten – Theater des Westens Berlin
- 1997: Let’s Pop – Theater des Westens Berlin
- 1997: My Fair Lady – Theater des Westens Berlin
- 1998: 30°60°90 Durchgehend geöffnet – Theater des Westens Berlin
- 1999: Joseph (and the amazing technicolor dreamcoat) – Colosseum Essen
- 2000–2002: Blue Jeans – Grenzlandtheater Aachen & Tournee
- 2001: Cats – Musical Hall Stuttgart
- 2003: Rocky Horror Show – Stadttheater Koblenz
- 2004: Kiss me, Kate – Freilichtspiele Tecklenburg
- 2005–2006: Casanova – Friedrichstadtpalast Berlin
- 2007: La cage aux folles – Stadttheater Koblenz
- 2007: Miami Nights – Freilichtspiele Tecklenburg
- 2008: Der Kuss der Spinnenfrau – Schleswig Holsteinisches Landestheater Flensburg
- 2008: Mozart! – Freilichtspiele Tecklenburg
- 2008/2009: Moulin Rouge Story – Altes Schauspielhaus Stuttgart
- 2009: Evita – Freilichtspiele Tecklenburg
- 2009–2010: Sweeney Todd – Stadttheater Koblenz
- 2010: Bordellballade – Stadttheater Koblenz
- 2010–2011: West Side Story – Stadttheater Koblenz
- 2011: Discount Diaspora – Neuköllner Oper Berlin
- 2011: Jesus Christ Superstar – Freilichtspiele Tecklenburg
- 2011–2012: Cabaret – Stadttheater Koblenz
- 2015: Cats - Stadttheater Koblenz
- 2016: La cage aux folles - Velodrom Stadttheater Regensburg
- 2016: La cage aux folles - Theater Regensburg
- 2016–17: Cabaret - Oper Magdeburg
- 2017: The Producer - Gerhart Hauptmann Theater, Görlitz
- 2018: Cabarret - Theater Regensburg
- 2018: Chess - Theater Koblenz
- 2019–20: Chikago - Stadttheater Koblenz
- 2019: Ballroom to Broadway - Münchner Symphoniker
- 2019: The black rider - Theater Koblenz
- 2021–22: Avenue Q - Theater Koblenz

## Auszeichnungen
Adrian Becker wurde 1994 vom Bundeswettbewerb Gesang in der Sparte Musical/Chanson/Song mit dem Preis der Günter-Neumann-Stiftung sowie 1998 mit dem Preis der Franz-Grothe-Stiftung ausgezeichnet.

## Diskografie
- 1994: Grease
- 2000: The Berlin Song Book
- 2004: Cookies & Cream
- 2005: Casanova